# Revolax kyrka
Revolax kyrka (finska: Revonlahden kirkko) är en historisk träkyrka i Siikajoki i Revolax. Kyrkan färdigställdes år 1775 möjligen enligt byggmästare Jaakko Suonperäs ritningar. Nuförtiden ägs kyrkan av Brahestads församling. Omkring kyrkan finns en begravningsplats

## Historia och arkitektur
Byggarbetet för Revolax kyrka börjades år 1773 och kyrkan färdigställdes två år senare. Man tror att kyrkan byggdes på samma plats där Revolax bönehus från 1691 låg. Revolax kyrka är en korskyrka vars armar är lika långa. Fönstren är rektangulära och uppdelade i sex rutor. Byggnaden täcks av ett brant sadeltak. Åtminstone år 1826 reste sig en åtta alnar lång stång från kyrkans mitt, krönt med en tupp, en symbol för den kristna vaksamheten. Senare ersattes tuppen med ett kors.
År 1896 målades kyrkan i ljusgult. Ett par år senare renoverades taket, trappor och dörrar samt målades innerväggarna om. Mellan åren 1911 och 1912 gjordes reparationer på inre målningar. År 1957 genomfördes en omfattande renovering av Revolax kyrka, där centralvärme och elektrisk belysning installerades. I samband med renoveringen förnyades även kyrkans spåntak, träpanel på ytterväggar, fönster, dörrar och bänkar. Kyrkan målades, och denna gång valdes rött som färg för ytterväggarna.

### Klockstapeln

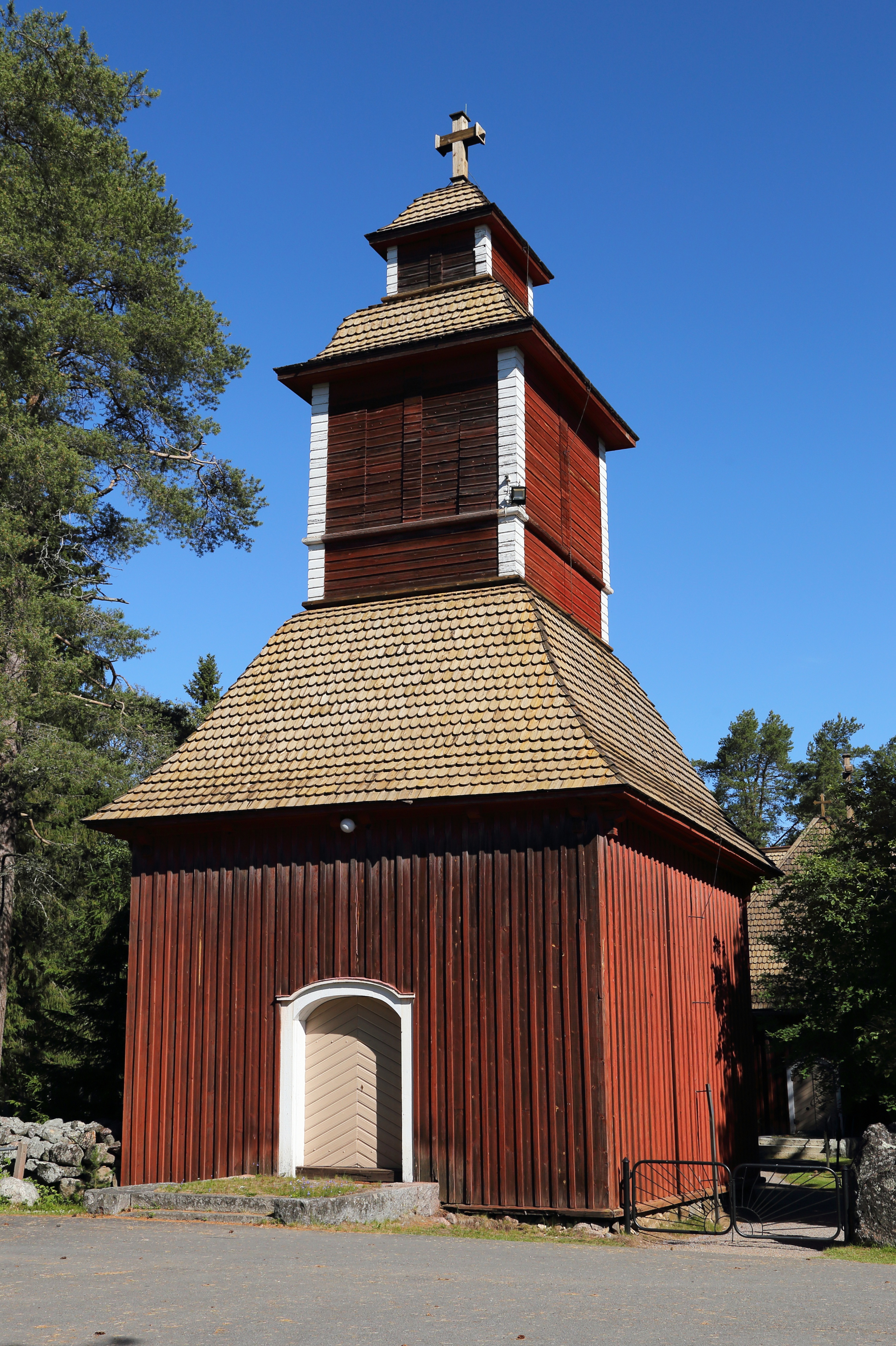
Klockstapeln.

Revolax kyrkas klockstapel blev färdig år 1782. Den är i stilen en ren bottnisk renässansklockstapel. I klockstapeln finns två klockor, inköpta år 1782 och 1860. År 1937 byttes klockstapelns tak och kors ut.

## Inventarier
Revolax kyrkas altarvägg och andra väggmålningar målades av Michael Toppelius år 1821. Altarväggens motiv är instiftandet av nattvarden, Getsemane, den korsfäste och uppståndelsen. Dessutom målade Toppelius bilder av Såningsmannen, Noa, Mose och Johannes Döparen. Revolax kyrka var Toppelius sista arbetsplats. Troligtvis var hans sista verk predikstolen, som följer samma stil som hans övriga dekorerade predikstolar i Österbotten.
Den första orgeln i kyrkan skaffades från Ylivieska år 1890. Orgeln var ändå av dålig kvalitet och ersattes senare med en harmonium. År 1969 fick Revolax kyrka en ny orgel med 6 stämmor tillverkat av Kangasala orgelfabrik. Den tidigare orgeln flyttades till klockstapeln under sommaren 2010.